# Célio Sedúlio

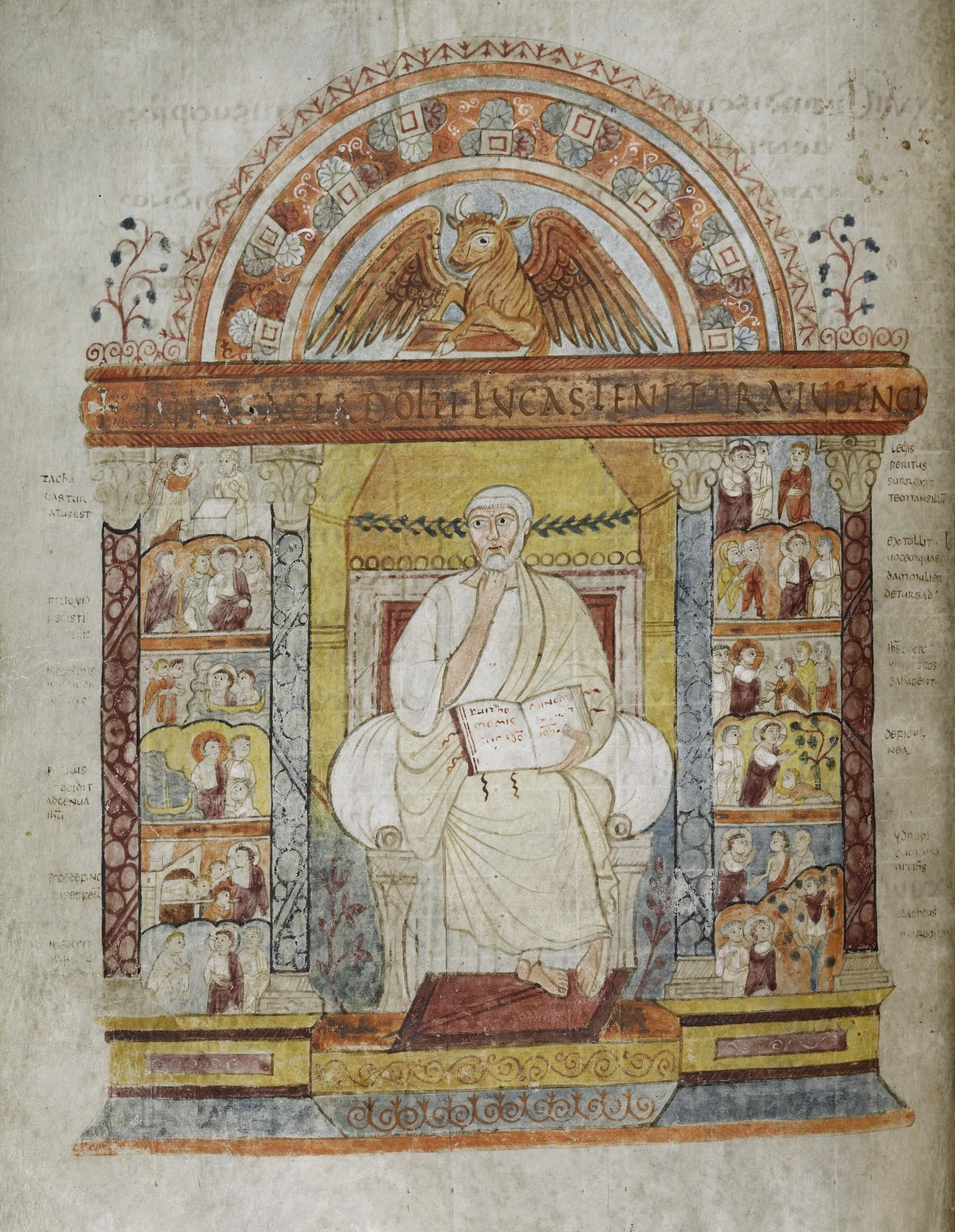
Evangelhos de Lucas com uma citação de Sedulius 'Paschale carmen inscrito em letras unciais acima de sua cabeça

Célio (em latim: Coelius ou Caelius, ambos prenomes (praenomena) de duvidosa autenticidade) Sedúlio foi um poeta cristão da primeira metade do século V e foi chamado de presbítero por Isidoro de Sevilha e no "Decreto Gelasiano".

## Vida
Sabe-se quase nada sobre sua vida e as únicas informações confiáveis estão em duas cartas de sua escritas para um tal Macedônio, a partir das quais aprendemos que ele devotou seus primeiros anos, talvez como professor de retórica, à literatura secular. Mais tarde, converteu-se ao cristianismo, ou, se já era cristão, passou a considerar sua fé com mais seriedade. Um comentário medieval afirma que ele morava na Itália.

## Obras
Sua fama está principalmente relacionada a um longo poema, Carmen Paschale, baseado nos quatro evangelhos. No estilo, uma poderosa imitação de Virgílio, Sedúlio demonstra uma certa liberdade ao lidar com a narrativa bíblica e o poema rapidamente se tornou uma fonte popular para poetas menores. 
Entre suas demais obras estão um hino abecedário em homenagem a Cristo, com vinte e três quartetos de dimetro iâmbico, que passou parcialmente para a liturgia cristã, com os sete primeiros quartetos incorporados ao hino cristão "A solis ortus cardine"; e um hino à Epifania, "Hostis Herodes impie". Há também hino, "Veteris et novi Testamenti collatio", em dísticos elegíacos, mas não há base para atribuir-lhe também o centão virgiliano "De verbi incarnatione".

### Edições
- Faustino Arévalo (Roma, 1794), republicada na Patrologia Latina de Jacques Paul Migne, vol. xix.
- Johann Huemer (Viena, 1885).
- Victoria Panagl (Bearb.), Sedulius, Opera Omnia, Ex Recensione Iohannis Huemer (Corpus Scriptorum Ecclesiasticorum Latinorum, 10), Viena, 2007, XLVII, 532 S.